# Museu Nacional de Arqueologia do Peru
O Museu Nacional de Arqueologia do Peru (em castelhano: Museo Nacional de Arqueología del Perú), também conhecido como MUNA, é um museu arqueológico e estará situado na cidade de Lima. O museu é dedicado principalmente ao período pré-colombiano e Inca e foi inaugurado em 24 de Julho de 2021.
O museu foi construído perto de Pachacamac, no km 31 da antiga estrada conhecida como Panamericana Sul, no distrito de Lurín. O edifício terá sete andares, três deles subterrâneos. Contará com bibliotecas, sala de reuniões, auditório, arquivos, oficinas e laboratório de investigações.

## Construção
O concurso arquitetônico para o projeto do Museu Nacional do Peru foi anunciado em 29 de maio de 2014, e recebeu 30 propostas. A banca de jurados foi composta pelos arquitetos Susel Biondi Paredes, Óscar Francisco Borasino Peschiera, Emilio Soyer Nash, Reynaldo Ledgard Parro e Sigfrido Herráez Rodríguez. A escolha dos jurados foi apresentada em 23 de julho de 2014, com dois finalistas. A proposta ganhadora foi a do projeto Tawak da arquiteta Alexia León Ángel.
A construção do museu demandaou um investimento de 150 milhões de soles, que será financiado pelo governo nacional do Peru. Os primeiros passos foram os estudos arqueológicos concluídos, que estavam previstos para início do ano de 2015 e para serem concluídos em 2016. Em janeiro de 2016, foi anunciado o processo de licitação. A execução do projeto estará a cargo do Escritório das Nações Unidas de Serviços para Projetos. A construção foi outorgada ao Consórcio MUNA, conformado pela OHL e Aldesa Construcciones.

## Coleção
A coleção do museu é composta com parte das peças arqueológicas do Museu da Nação e do Museu Nacional de Arqueologia, Antropologia e História, devido a inadequada iluminação e temperatura nestes locais. O museu albergará aproximadamente 500 mil peças da história pré-hispânica.